# Каталогизација у публикацији
Каталогизација у публикацији (ЦИП) је јединствен запис који добијају публикације у штампаној или електронској форми и приказују информације о библиографском садржају дате публикације. Каталогизације у Србији извршавају Народна библиотека Србије са седиштем у Београду, док за издаваче из Војводине то чини Библиотека Матице српске из Новог Сада.

## Основне информације
Основне информације које ЦИП садржи јесу информације о делу, издавачу, години издања, категорији којој дело припада, тиражу, као и ISBN број.

## ISBN
ISBN представља јединствени број публикације. Састоји се од 13 цифара у форми XXX-XX-XXXX-XXX-X и подељен је у 5 делова:
- прва троцифрен број се добија од EAI International
- идентификатор земље,региона или језичке групе
- идентификатор издавача
- идентификатор наслова
- контролни број - омогућава тачност унетих података